# Lac Rangeley
Le lac Rangeley est un lac américain situé dans le comté de Franklin, dans l’État du Maine.

## Source de la traduction
- (en) Cet article est partiellement ou en totalité issu de l’article de Wikipédia en anglais intitulé « Rangeley Lake » (voir la liste des auteurs).